# New Police Story
New Police Story (新警察故事) és una pel·lícula de Hong Kong dirigida per Benny Chan el 2004 i protagonitzada per Jackie Chan, Terence Yin, Daniel Wu, Nicholas Tse, Charlie Yeung, Charlene Choi, Dave Wong, i Andy On.
El popular actor Jackie Chan i les seves arts marcials tornen a la pantalla amb aquesta producció dirigida per l'aficionat als thriller d'acció, Benny Chan. La cinta està plena de trepidants escenes, plenes de salts impossibles i malabarismes, entre les quals destaca una extraordinària i emocionant persecució sobre bicicletes tot terreny. El conegut actor s'envolta d'altres grans actors xinesos com Nicholas Tse), Daniel Wu i Wang Chieh en aquesta història feta a la mida de Jackie Chan. La pel·lícula ha estat doblada al català.